# Dobersberg
Dobersberg ist eine Marktgemeinde mit 1531 Einwohnern (Stand 1. Jänner 2025) im Bezirk Waidhofen an der Thaya in Niederösterreich.

## Geografie

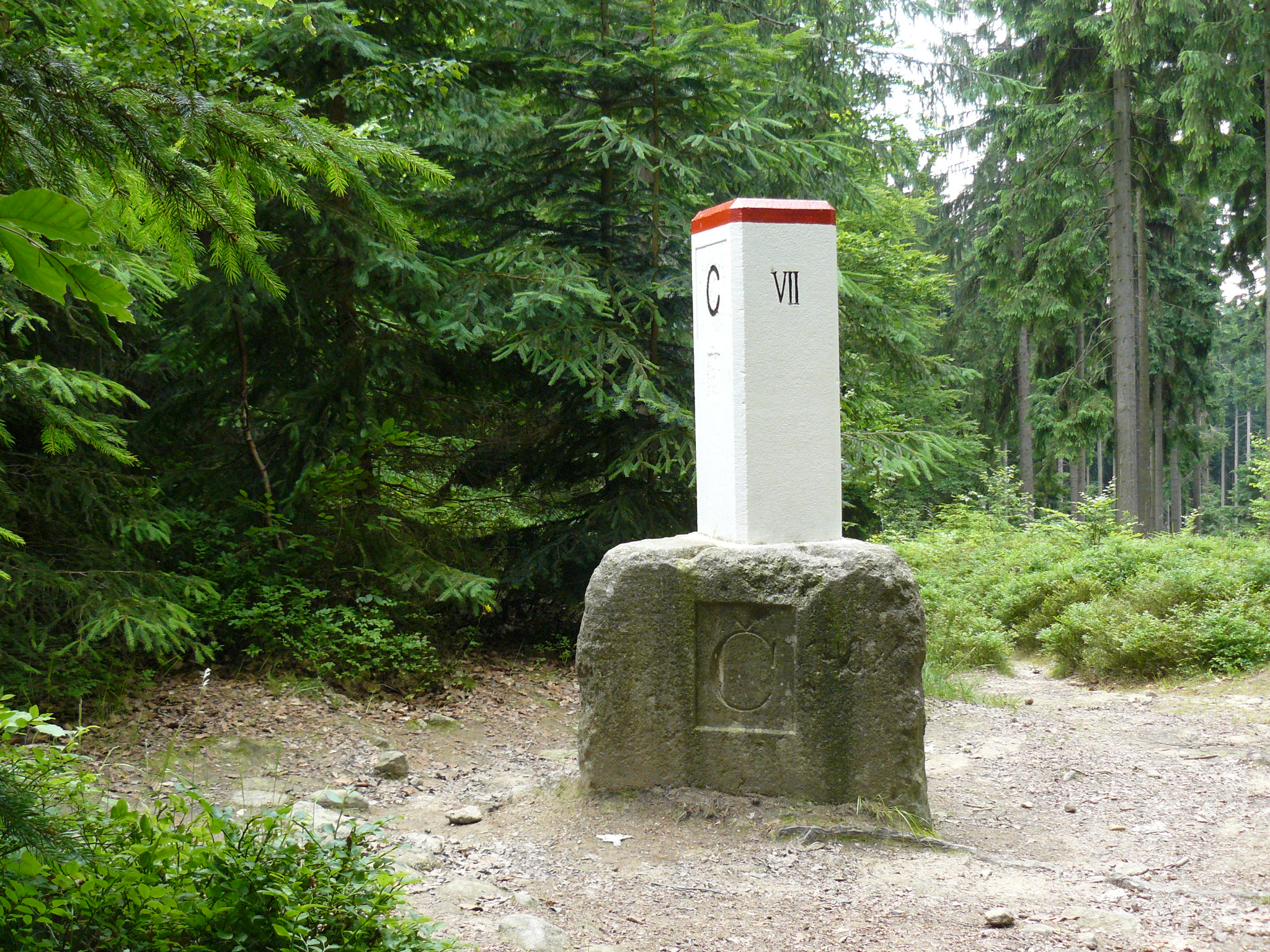
Dreiländerstein (Niederösterreich, Böhmen und Mähren)

Dobersberg liegt im nördlichen Waldviertel in Niederösterreich und wird von der Deutschen Thaya durchflossen. Die Fläche der Marktgemeinde umfasst 47,57 Quadratkilometer. Davon sind 65 Prozent landwirtschaftliche Nutzfläche und 28 Prozent der Fläche sind bewaldet.
Nordwestlich von Reinolz und Pengershof liegt der nach Tschechien hineinragende Zipfel Böhmische Saß mit dem Hohen Stein (679 m). Am nördlichen Fuße des Berges markiert der Dreiländerstein das historische Dreiländereck zwischen Österreich, Böhmen und Mähren.

### Gemeindegliederung
Das Gemeindegebiet umfasst folgende 12 Ortschaften (in Klammern Einwohnerzahl Stand 1. Jänner 2025):
- Brunn (50)
- Dobersberg (723)
- Goschenreith am Taxenbache (85)
- Großharmanns (40)
- Hohenau (75)
- Kleinharmanns (31)
- Lexnitz (54)
- Merkengersch (153)
- Reibers (95)
- Reinolz (59)
- Riegers (93)
- Schuppertholz (73)

Die Gemeinde gehört zur Kleinregion Zukunftsraum Thayaland, das Büro befindet sich im Bahnhofsgebäude Dobersberg.

### Nachbargemeinden
| Staré Město pod Landštejnem (CZ) | Slavonice (CZ)                              | Waldkirchen an der Thaya |
| Kautzen                          | Kompassrose, die auf Nachbargemeinden zeigt | Karlstein an der Thaya   |
| Gastern                          | Thaya                                       |                          |

## Geschichte
Erstmals urkundlich erwähnt wurde Dobersberg zirka 1230 in der „Prima Fundatio“, dem Zehentbuch des Stiftes St. Georgien (heute Stift Herzogenburg). Das heutige Dobersberg dürfte aber nicht das Dobersberg von 1230 gewesen sein. Die Ortswüstungsforschung konnte das ursprüngliche Dobersberg im Bereich der Schule und des heutigen Friedhofs nachweisen. Bedeutung hatte der Ort zunächst als Flussübergang sowie als Kreuzungspunkt von zwei Handelsstraßen. Seit dem 18. Jahrhundert befinden sich textilerzeugende Betriebe in Dobersberg. Ab 1895 kam es im Bereich des späteren Bahnhofs zu einer Erweiterung der Siedlung. Laut Adressbuch von Österreich waren im Jahr 1938 in der Marktgemeinde Dobersberg ein Arzt, ein Tierarzt, ein Notar, ein Taxiunternehmer, zwei Bäcker, zwei Bauunternehmer, eine Brennerei, ein Elektrotechniker, ein Eisenwarenhändler, drei Fleischer, ein Friseur, vier Gastwirte, sieben Gemischtwarenhändler, ein Glaser, eine Hebamme, ein Holzhändler, ein Huthändler, ein Maler, ein Obst- und Gemüsehändler, ein Rauchfangkehrer, ein Rohproduktehändler, ein Sattler, ein Schlosser, zwei Schmiede, drei Schneider und drei Schneiderinnen, vier Schuster, eine Schweinehändler, ein Spengler, zwei Trafikanten, drei Tischler, ein Uhrmacher, ein Wagner, ein Wasenmeister, ein Zahntechniker, ein Zimmermeister und einige Landwirte ansässig. Zudem gab es die Waldviertler Rinderzuchtgenossenschaft, das Lagerhaus und eine Sparkasse. Zwischen 1954 und 1957 wirkte der spätere Pfarrer von Traunstein Josef Elter, bekannt als „Bildhauerpfarrer“, als Kaplan in Gastern und Dobersberg.
Im Zuge der NÖ. Kommunalstrukturverbesserung wurde am 1. Jänner 1965 die Gemeinde Goschenreith am Taxenbache, am 1. Jänner 1970 die Gemeinde Hohenau sowie am 1. Jänner 1971 die Gemeinden Merkengersch und Reibers (ohne Katastralgemeinde Rudolz) eingemeindet.

### Einwohnerentwicklung
Die Einwohnerzahl blieb in der ersten Hälfte des 20. Jahrhunderts konstant, geht seither jedoch zurück. Der Rückgang in den letzten Jahrzehnten wird durch die Abwanderung bestimmt, die Geburtenbilanz ist ausgeglichen.
| Dobersberg: Einwohnerzahlen von 1869 bis 2025       | Dobersberg: Einwohnerzahlen von 1869 bis 2025 | Dobersberg: Einwohnerzahlen von 1869 bis 2025 | Dobersberg: Einwohnerzahlen von 1869 bis 2025 | Dobersberg: Einwohnerzahlen von 1869 bis 2025 |
| --------------------------------------------------- | --------------------------------------------- | --------------------------------------------- | --------------------------------------------- | --------------------------------------------- |
| Jahr                                                |                                               |                                               |                                               | Einwohner                                     |
| 1869                                                | 1869                                          |                                               | 2.260                                         | 2.260                                         |
| 1880                                                | 1880                                          |                                               | 2.420                                         | 2.420                                         |
| 1890                                                | 1890                                          |                                               | 2.161                                         | 2.161                                         |
| 1900                                                | 1900                                          |                                               | 2.191                                         | 2.191                                         |
| 1910                                                | 1910                                          |                                               | 2.232                                         | 2.232                                         |
| 1923                                                | 1923                                          |                                               | 2.200                                         | 2.200                                         |
| 1934                                                | 1934                                          |                                               | 2.239                                         | 2.239                                         |
| 1939                                                | 1939                                          |                                               | 2.187                                         | 2.187                                         |
| 1951                                                | 1951                                          |                                               | 2.223                                         | 2.223                                         |
| 1961                                                | 1961                                          |                                               | 2.025                                         | 2.025                                         |
| 1971                                                | 1971                                          |                                               | 1.935                                         | 1.935                                         |
| 1981                                                | 1981                                          |                                               | 1.897                                         | 1.897                                         |
| 1991                                                | 1991                                          |                                               | 1.801                                         | 1.801                                         |
| 2001                                                | 2001                                          |                                               | 1.743                                         | 1.743                                         |
| 2011                                                | 2011                                          |                                               | 1.678                                         | 1.678                                         |
| 2021                                                | 2021                                          |                                               | 1.541                                         | 1.541                                         |
| 2025                                                | 2025                                          |                                               | 1.531                                         | 1.531                                         |
| Quelle(n): Statistik Austria, Gebietsstand 1.1.2021 |                                               |                                               |                                               |                                               |

## Kultur und Sehenswürdigkeiten

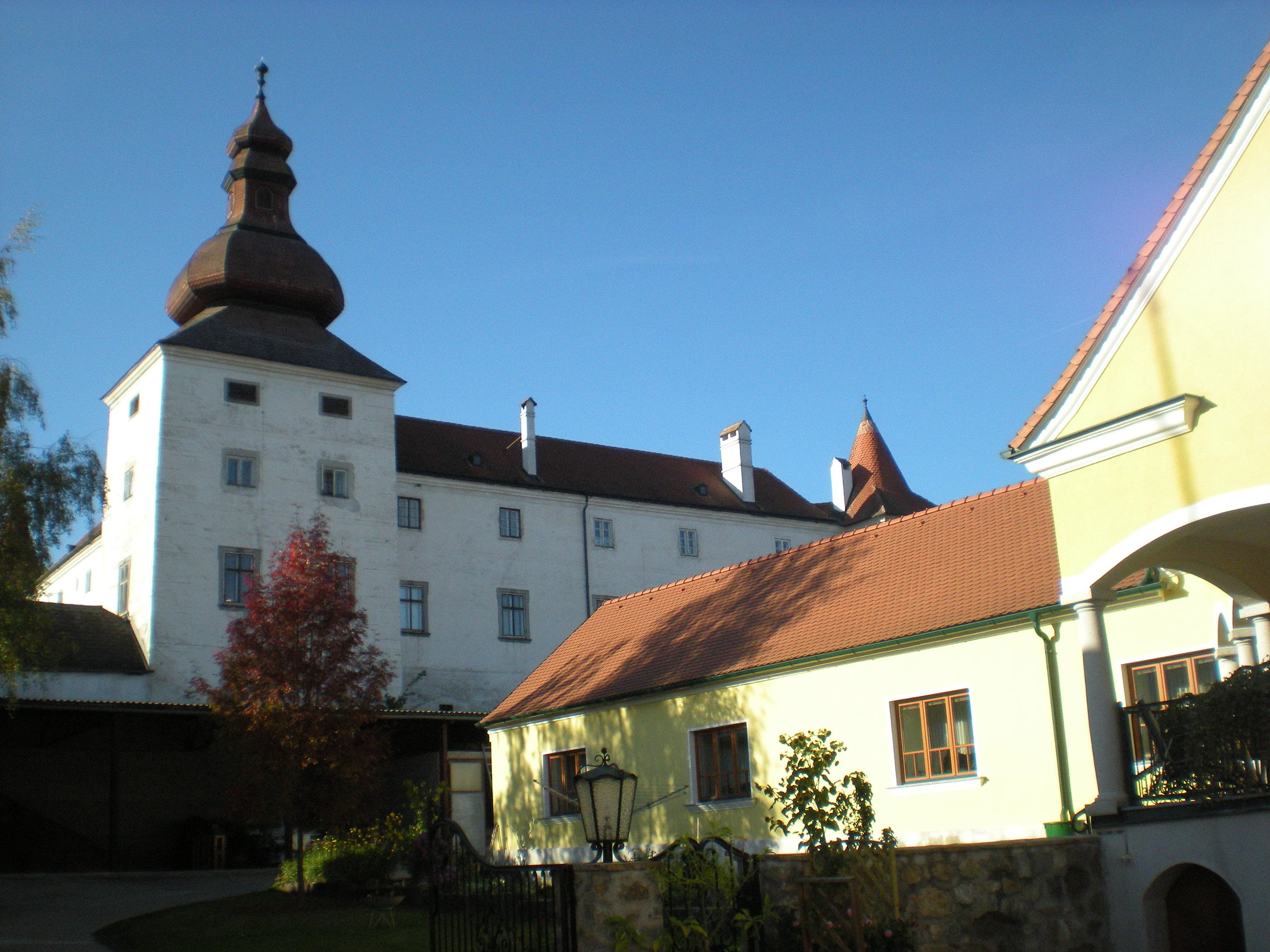
Schloss Dobersberg

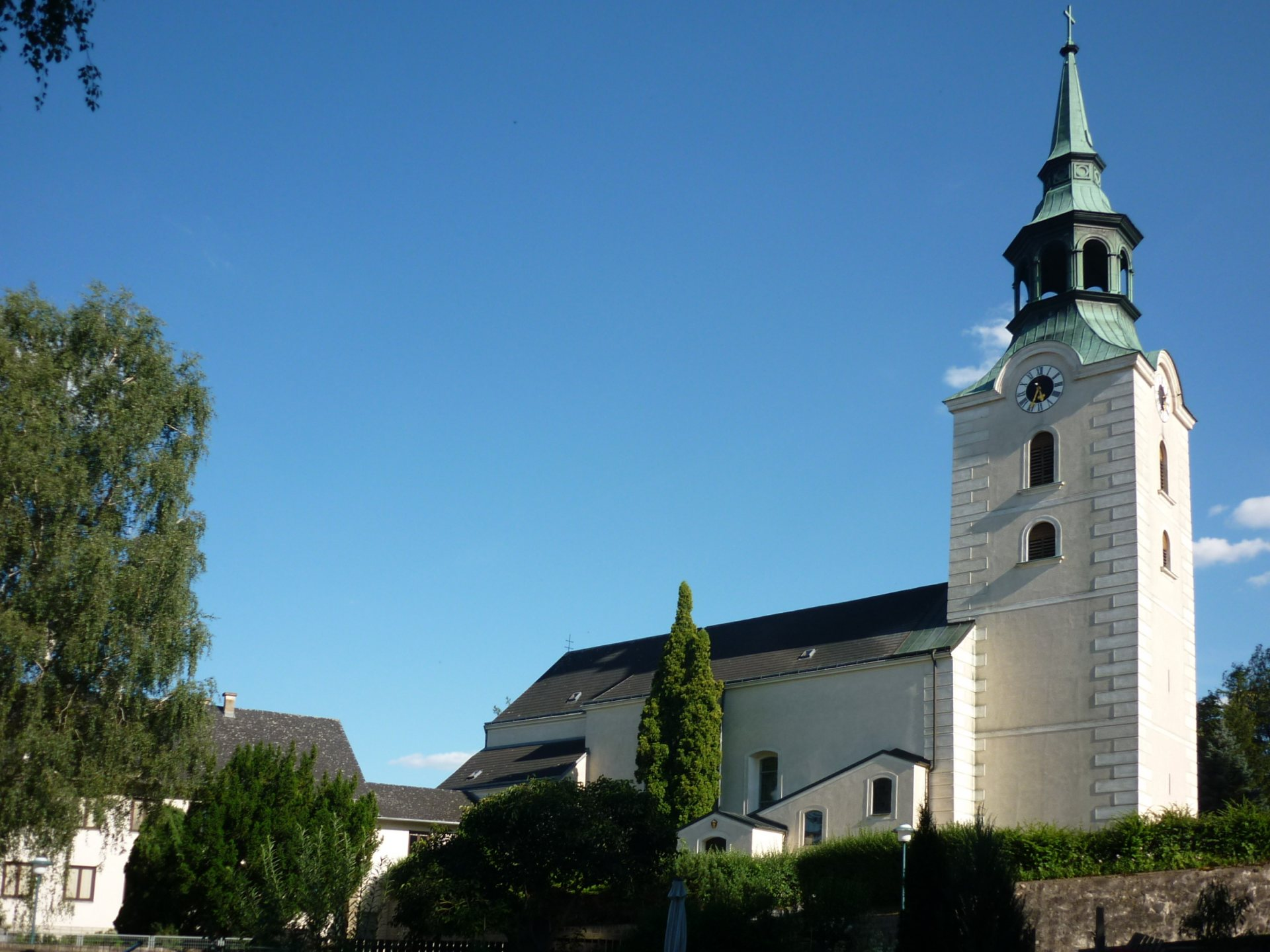
Pfarrkirche Dobersberg

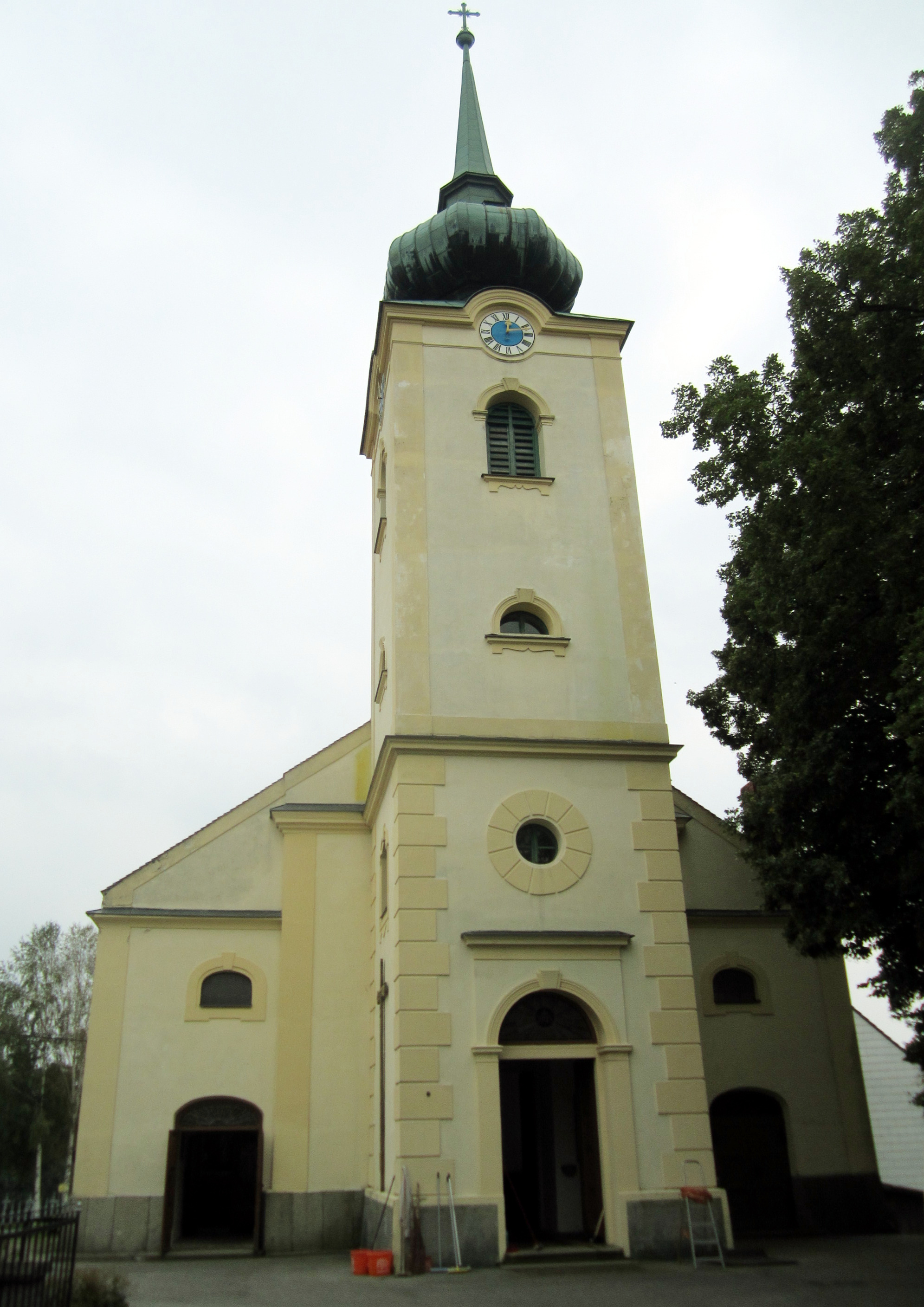
Pfarrkirche Reibers

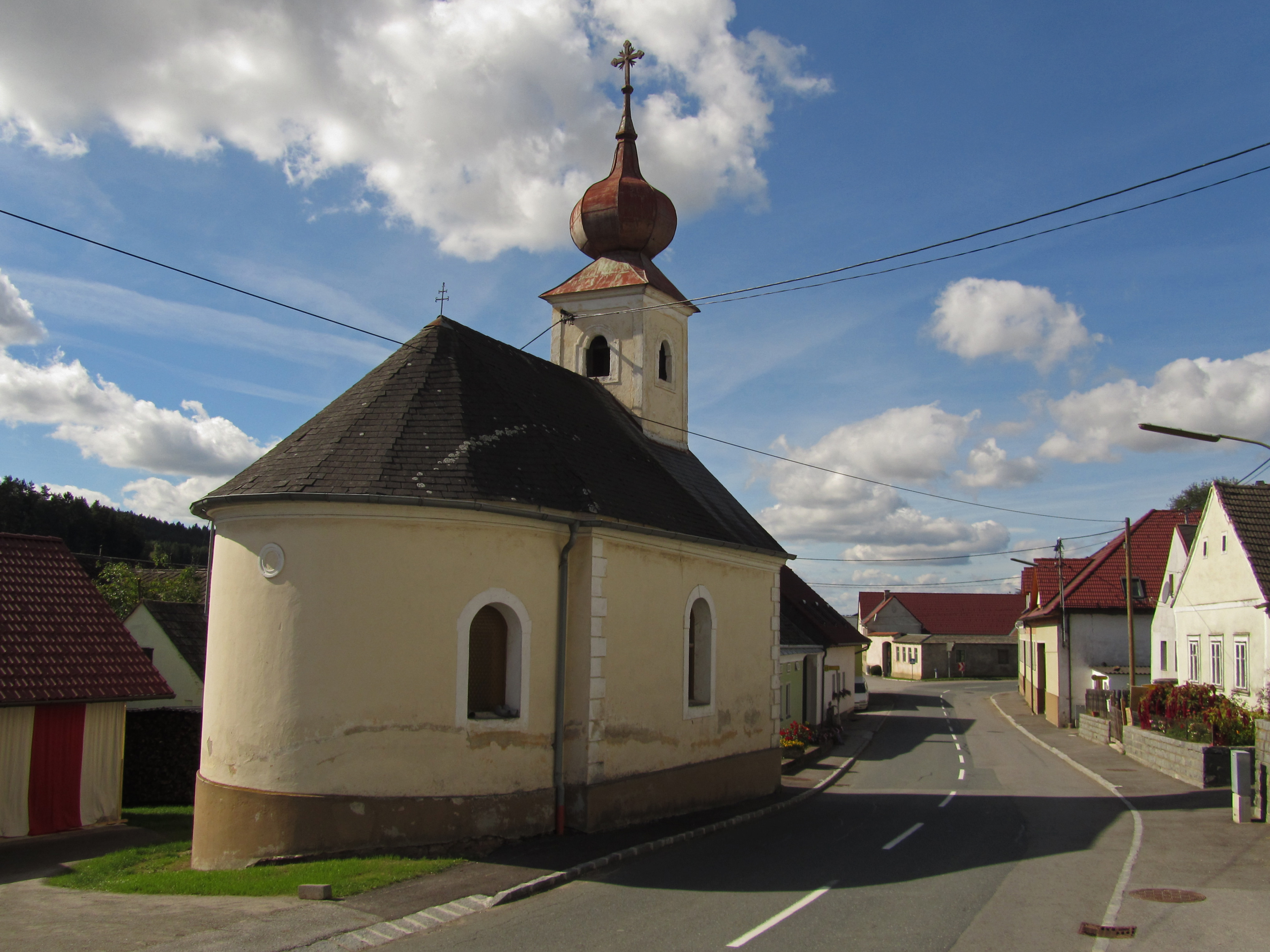
Ortskapelle Riegers

- Schloss Dobersberg: Das Schloss ist ein Bauwerk der Renaissance mit anschließendem Schlosspark aus dem frühen 19. Jahrhundert.
- Katholische Pfarrkirche Dobersberg hl. Lambert: Die Kirche ist im Kern gotisch und wurde im Barock sowie im 19. Jahrhundert umgebaut.
- Katholische Pfarrkirche Reibers hl. Georg
- Ortskapelle Merkengersch (errichtet 1736)
- Ortskapelle Reinolz (errichtet vor 1758)
- Ortskapelle Riegers
- Ortskapelle Schuppertholz (errichtet nach 1775)
- Am Friedhof von Dobersberg befindet sich eine neugotische Friedhofskapelle aus dem Jahr 1902.
- Naturpark Dobersberg: Nördlich von Dobersberg in der Thayaschlinge ist der Naturpark Dobersberg mit einer Fläche von 200 ha angelegt.[6]
- Feuerwehrmuseum Dobersberg[7]

## Wirtschaft und Infrastruktur
In Dobersberg gibt es 125 land- und forstwirtschaftliche Betriebe, davon sind 74 Haupterwerbsbetriebe (Stand 2010). Im Produktionssektor beschäftigen 20 Betriebe 174 Arbeitnehmer, mehr als drei Viertel davon im Bau. Der Dienstleistungssektor gibt in 79 Betrieben 308 Menschen Arbeit. Etwa ein Drittel davon in sozialen und öffentlichen Diensten (Stand 2011).

### Öffentliche Einrichtungen
In der Gemeinde gibt es eine Volksschule und eine Mittelschule.

### Verkehr

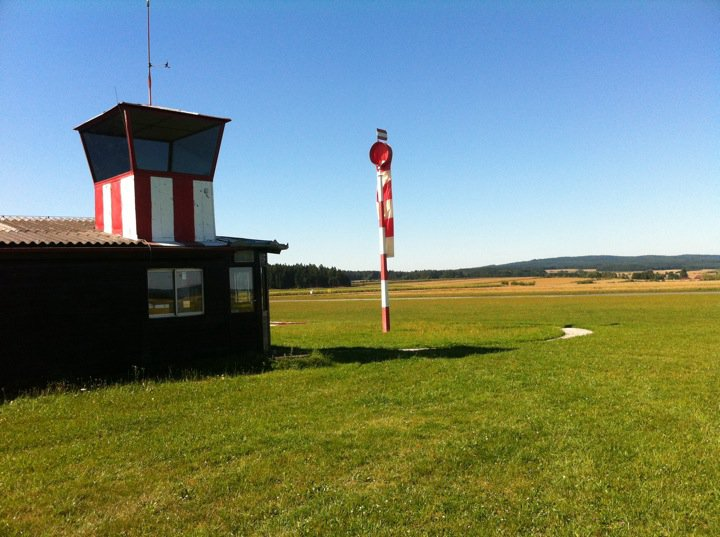
Flugplatz Dobersberg

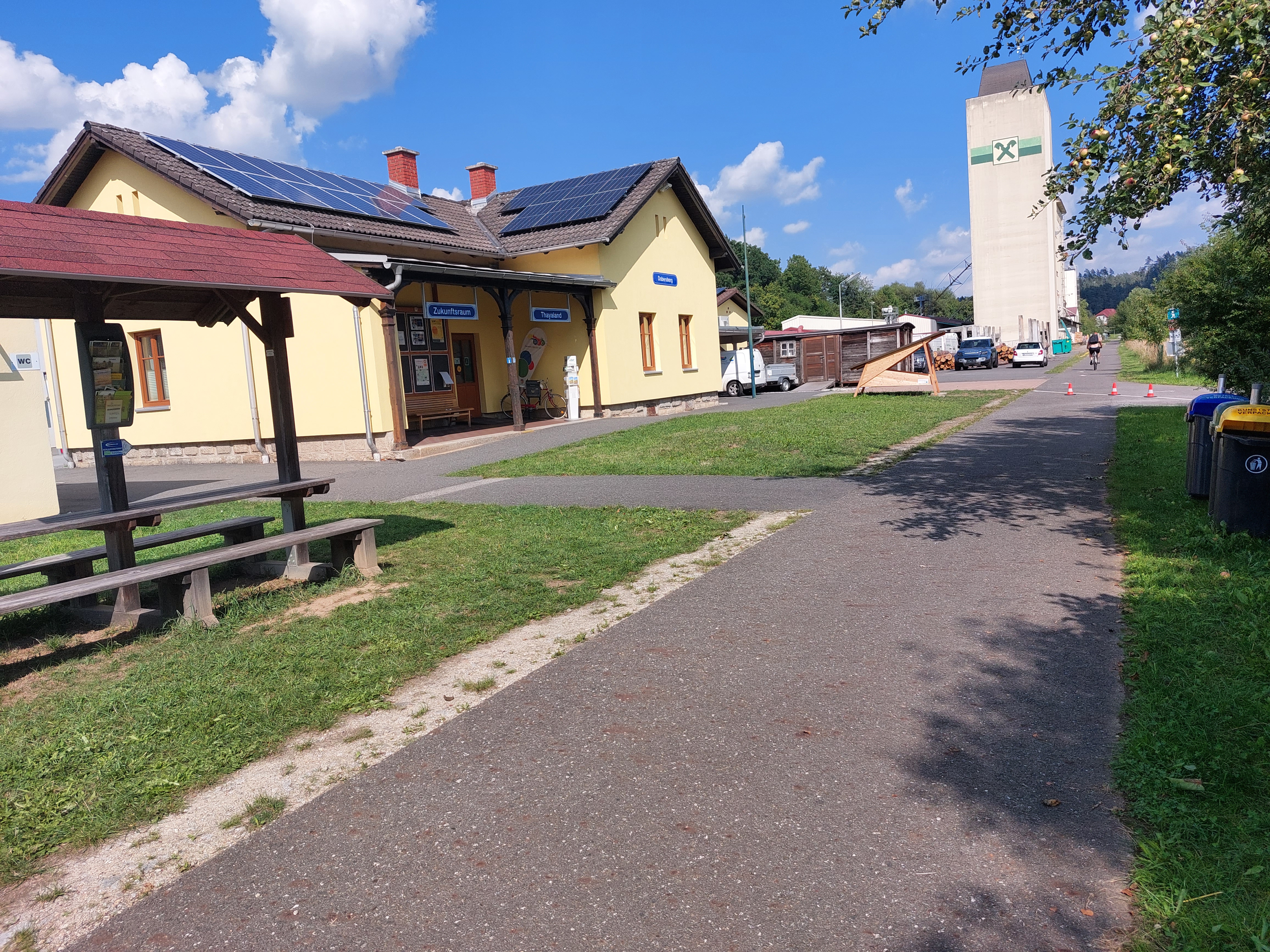
Ehem. Bahnhof Dobersberg mit Radweg – 2023

- Ehem. Bahnhof Dobersberg mit Radweg – 2023Bahn: Dobersberg lag an der Thayatalbahn, die von Schwarzenau über Waidhofen ursprünglich bis Slavonice (Zlabings) führte. Am 1. September 1986 wurde der Bahnhof Dobersberg sowie die Haltestellen Merkengersch geschlossen. Der Bahnverkehr auf der Thayatalbahn endete im Dezember 2010.[12]
- Straße: In der Marktgemeinde trifft die Zwettler Straße B 36 auf die Thayatal Straße (B 30), die von Guntersdorf über Retz nach Drosendorf führt.[13]
- Rad: Seit 2007 wurde auf der alten Bahnstrecke der Thayarunde-Radweg von Waidhofen bis Slavonice errichtet.
- Flugplatz Dobersberg: befindet sich 2 km westlich des Ortes.

### Gesundheit
In Dobersberg ordiniert ein praktischer Arzt.

### Bildung
In der Marktgemeinde gibt es einen Kindergarten, eine Volksschule und eine Neue Mittelschule.

## Politik

### Gemeinderat
Der Gemeinderat hat 19 Mitglieder.
- Mit den Gemeinderatswahlen in Niederösterreich 1990 hatte der Gemeinderat folgende Verteilung: 15 ÖVP, 3 SPÖ und 1 FPÖ.
- Mit den Gemeinderatswahlen in Niederösterreich 1995 hatte der Gemeinderat folgende Verteilung: 15 ÖVP, 2 SPÖ und 2 FPÖ.[18]
- Mit den Gemeinderatswahlen in Niederösterreich 2000 hatte der Gemeinderat folgende Verteilung: 16 ÖVP, 2 SPÖ und 1 FPÖ.[19]
- Mit den Gemeinderatswahlen in Niederösterreich 2005 hatte der Gemeinderat folgende Verteilung: 16 ÖVP und 3 SPÖ.[20]
- Mit den Gemeinderatswahlen in Niederösterreich 2010 hatte der Gemeinderat folgende Verteilung: 16 ÖVP, 2 SPÖ und 1 FPÖ.[21]
- Mit den Gemeinderatswahlen in Niederösterreich 2015 hatte der Gemeinderat folgende Verteilung: 15 ÖVP, 3 FPÖ und 1 SPÖ.[22]
- Mit den Gemeinderatswahlen in Niederösterreich 2020 hatte der Gemeinderat folgende Verteilung: 14 ÖVP, 4 FPÖ und 1 SPÖ.[23]
- Mit den Gemeinderatswahlen in Niederösterreich 2025 hat der Gemeinderat folgende Verteilung: 13 ÖVP, 4 FPÖ und 2 SPÖ.[24]

### Bürgermeister
- 1990–2018 Reinhard Deimel (ÖVP)
- 2018–2020 Franz Traxler (ÖVP)
- 2020–2023 Martin Kößner (ÖVP)
- seit 2023 Lambert Handl (ÖVP)[25][26]

### Wappen
Dobersberg besitzt seit 1649 ein Marktwappen: In Blau drei silberne Lilien im Dreipass gestellt.

### Partnergemeinde
Partnergemeinde von Dobersberg ist Slavonice in Südböhmen.

## Persönlichkeiten
- Philipp Ferdinand von Grünne (1762–1854), General der Kavallerie, Gutsherr von Dobersberg
- Johann Drahanek (1800–1876), Komponist und Kapellmeister
- Friedrich Hahn (* 1952), Schriftsteller und bildender Künstler
- Franz Kaindl (1902–1970), Politiker
- Margot Klestil-Löffler (* 1954), Diplomatin